# Liste der Monuments historiques in Val-Mont
Die Liste der Monuments historiques in Val-Mont führt die Monuments historiques in der französischen Gemeinde Val-Mont auf.

## Liste der Immobilien
| Bezeichnung         | Beschreibung | Standort                                   | Kennzeichnung | Schutzstatus   | Datum     | Bild           |
| ------------------- | --- | ------------------------------------------ | ------------- | -------------- | --------- | -------------- |
| Château de Corabœuf | Burg des 15. Jahrhunderts, ab dem 16. Jahrhundert zum Schloss umgestaltet; Innenausstattung von Charles Suisse entworfen | Ivry-en-Montagne, südlich des Ortes (Lage) | PA00112493    | Classé Inscrit | 1989 1994 | weitere Bilder |

## Liste der Objekte
| Bezeichnung                                 | Beschreibung                                                                   | Standort                                                    | Kennzeichnung | Schutzstatus | Datum | Bild |
| ------------------------------------------- | ------------------------------------------------------------------------------ | ----------------------------------------------------------- | ------------- | ------------ | ----- | ---- |
| Gemälde Madonna mit Kind und Johannesknaben | Ölfarbe auf Leinwand, 16. Jahrhundert; im Musée d’art sacré de Dijon deponiert | Ivry-en-Montagne, in der Kirche St-Etienne (Lage)           | PM21001325    | Classé       | 1919  |      |
| Grabstein für Janot de Rouvray              | Kalkstein, bezeichnet 1322                                                     | Jours-en-Vaux, in der Kirche Assomption-de-la-Vierge (Lage) | PM21001340    | Classé       | 1931  |      |
| Skulptur Madonna mit Kind (1)               | Kalkstein, farbig gefasst, zweite Hälfte des 15. Jahrhunderts                  | Jours-en-Vaux, in der Kirche Assomption-de-la-Vierge (Lage) | PM21001341    | Classé       | 1969  |      |
| Grabstein für Huguette de Marigny           | Kalkstein, bezeichnet 1312                                                     | Jours-en-Vaux, in der Kirche Assomption-de-la-Vierge (Lage) | PM21002736    | Classé       | 1919  |      |
| Weihrauchfass                               | Kupfer, versilbert, zweite Hälfte des 18. Jahrhunderts                         | Ivry-en-Montagne, in der Kirche St-Etienne (Lage)           | PM21003637    | Inscrit      | 1976  |      |
| Kruzifix                                    | Holz, 17. Jahrhundert                                                          | Ivry-en-Montagne, in der Kirche St-Etienne (Lage)           | PM21003638    | Inscrit      | 1976  |      |
| Skulptur Madonna mit Kind (2)               | Holz, farbig gefasst, um 1600 (?)                                              | La Chapelle, in der Kapelle Notre-Dame-de-Rouvray (Lage)    | PM21003642    | Inscrit      | 1976  |      |
| Skulptur Madonna mit Kind (3)               | Kalkstein, farbig gefasst und vergoldet, 19. Jahrhundert                       | La Chapelle, in der Kapelle Notre-Dame-de-Rouvray (Lage)    | PM21003643    | Inscrit      | 1976  |      |
| Gemälde Martyrium des heiligen Symphorianus | Ölfarbe auf Leinwand, 17. oder 18. Jahrhundert                                 | Jours-en-Vaux, in der Kirche Assomption-de-la-Vierge (Lage) | PM21003639    | Inscrit      | 1976  |      |
| Gemälde Jesus und die Ehebrecherin          | Ölfarbe auf Leinwand, wohl um 1830                                             | Jours-en-Vaux, in der Kirche Assomption-de-la-Vierge (Lage) | PM21003640    | Inscrit      | 1976  |      |
| Skulptur Heiliger Rochus                    | Holz, farbig gefasst, 16. oder 17. Jahrhundert; 1982 gestohlen                 | Jours-en-Vaux, in der Kirche Assomption-de-la-Vierge (Lage) | PM21003641    | Inscrit      | 1976  |      |